# Szkoła Podstawowa im. Bł. O. Michała Czartoryskiego w Pełkiniach
Szkoła Podstawowa im. Bł. O. Michała Czartoryskiego w Pełkiniach – szkoła o charakterze podstawowym w Pełkiniach.

## Historia
Szkolnictwo parafialne jest datowane od ok. 1830–1834, gdy rozpoczęła działalność szkoła parafialna (schola parochialis) przy miejscowej cerkwi.
Początki szkolnictwa państwowego w Pełkiniach rozpoczęły się w 1874 roku, gdy 7 czerwca 1874 roku reskryptem Rady szkolnej krajowej została zorganizowana szkoła publiczna jednoklasowa. Przydatnym źródłem archiwalnym do poznania historii szkolnictwa w Galicji są austriackie Szematyzmy Galicji i Lodomerii, które podają wykaz szkół ludowych, wraz z nazwiskami ich nauczycieli. Początkowo szkoły wiejskie były tylko męskie, a od 1890 roku stały się mieszane (koedukacyjne). Od 1898 roku szkoła była już 2-klasowa. Od 1896 roku szkoła posiadała nauczycieli pomocniczych, którymi byli: Filomena Kleczyńska (1896–1898), Ludwika Wójcicka (1898–1900), Ludwika Knobloch (1900–1901 i 1909–1910), Jadwiga Korecka (1901–1904), Stefania Kocianowa (1904–1907), Bazyli Werbeniec (1907–1908), Józefa Pajtasz (1908–1910), Maria Zając (1910–1912), Aleksandra Hawel (1912–1914?), Janina Bielecka (1912–1913), Agnieszka Blok (1913–1914(?)).
Kierownicy szkoły
1874–1875. Posada nie obsadzona.
1875–1883. Wojciech Guzik.
1883–1891. Mieczysław Różański.
1891–1898. Piotr Żeglicki.
1898–1913. Paweł Żeglicki.
1913–1916. Stanisław Górecki.
1920–1936. Piotr Balcer.
1938– ?. Teodor Kluz.
W 1959 roku zbudowano nowy budynek szkolny, który w 1990 roku rozbudowano. 10 września 2006 roku oddano do użytku salę gimnastyczną i nastąpiło nadanie szkole podstawowej imienia bł. Michała Czartoryskiego. W 1999 roku na mocy reformy oświaty nastąpiło przekształcenie w 6-letnią szkołę podstawową i 3-letnie gimnazjum. Gimnazjum w Pełkiniach prowadziło współpracę z litewskim gimnazjum w Trokach. W 2017 roku na mocy reformy oświaty przywrócono 8-letnią szkołę podstawową.